# Wulf Bertram
Wulf Bertram (* 31. März 1948 in Soest/Westfalen; † 24. April 2025) war ein Arzt, Psychologe, Psychotherapeut, Verlagsleiter und Autor.

## Leben
Bertram zog als Kind mit seiner Familie nach Mailand, wo er die Deutsche Auslandsschule besuchte und Italienisch als zweite Muttersprache erlernte. Abitur machte er 1968 auf dem Wilhelm-Gymnasium in Hamburg. Dort studierte er Psychologie mit Soziologie als Nebenfach und ab 1972 auch Medizin. Nach dem Diplom in Psychologie, Staatsexamen und Promotion in Medizin arbeitete er zunächst einige Jahre als Klinischer Psychologe in der Tagesklinik des Universitätskrankenhauses Hamburg-Eppendorf (UKE) bei Klaus Dörner und Ursula Plog. Danach ging er mit einem Forschungsstipendium des Deutschen Akademischen Austauschdiensts zum Studium der italienischen Psychiatriereform und deren Folgen als Assistenzarzt in einen Sozialpsychiatrischen Dienst nach Bibbiena (Provinz Arezzo). Anschließend holte ihn Michael von Cranach 1983 an seine Klinik in Kaufbeuren, wo er seine psychiatrische und psychotherapeutische Weiterbildung fortsetzte.
1986 erhielt er das Angebot, das Medizinische Lehrbuchprogramm des Verlages Urban & Schwarzenberg in München zu leiten. 1988 wechselte er zum Stuttgarter Schattauer Verlag als Wissenschaftlicher Leiter und später als verlegerischer Geschäftsführer. 2017 wurde der Schattauer Verlag an die Thieme Verlagsgruppe verkauft, ein Jahr später ging der psychosomatische, psychotherapeutische und psychiatrische Programmbereich an den Stuttgarter Klett-Cotta Verlag, für den Bertram weiter als Verlagsberater tätig ist.
Neben seiner Verlagstätigkeit war Bertram kontinuierlich als Psychotherapeut in eigener Praxis tätig. Er absolvierte eine Ausbildung in Gesprächspsychotherapie nach Rogers (Zertifikat der Gesellschaft für Personzentrierte Psychotherapie und Beratung e.V. GwG), Verhaltenstherapie und psychodynamischer Psychotherapie (Zusatztitel Psychotherapie der Bayerischen Ärztekammer 1986).
1992 gründete er gemeinsam mit Thure von Uexküll und Anderen die Akademie für Integrierte Medizin, deren Vorstand er als Generalsekretär angehörte. Er war außerdem Vorstandsmitglied der Gesellschaft zur Erforschung und Therapie von Persönlichkeitsstörungen (GePs) und Mitglied mehrerer psychotherapeutisch/psychosomatischer Fachgesellschaften.
Bertram verfasste mehrere Bücher und Schriften zu Themen der Sozialpsychiatrie, Familientherapie, Psychosomatischen Medizin und Neurobiologie. Er gab die bei Schattauer erscheinende Taschenbuchreihe „Wissen und Leben“ heraus.
2016 veröffentlichte er mit dem Illustrator und Karikaturisten Bernhard Siller im cmz-Verlag das Kinderbuch „Der Igel Frederik“.

## Auszeichnungen
- 2018: Wissenschaftspreis der Dr. Margrit Egnér-Stiftung für Bertrams Lebenswerk
- 2019: Ehrenmitglied der Münchner Akademie für Übertragungsfokussierte Psychotherapie (TFP)

## Schriften (Auswahl)
Bücher und Buchbeiträge:
- W. Bertram: Angehörigenarbeit. Familientherapie für die psychiatrische Alltagspraxis. Psychologie Verlags Union, München/ Weinheim 1986.
- T. v Uexküll, R. Adler, W. Bertram, A. Haag, J. M. Hermann, K. Köhle (Hrsg.): Integrierte Psychosomatische Medizin in Praxis und Klinik. 2. Auflage. Schattauer, Stuttgart 1992. (3. Auflage. 1994)
- W. Bertram: Die Akademie für Integrierte Medizin – eine interdisziplinäre Einrichtung wider den herrschenden Dualismus. In: B. Hontschik, T. v Uexküll (Hrsg.): Psychosomatik in der Chirurgie. Schattauer, Stuttgart 1999.
- M. Spitzer, W. Bertram: Braintertainment – Expeditionen in die Welt von Geist und Gehirn. Suhrkamp, Frankfurt 2008.
- M. Spitzer, W. Bertram: Hirnforschung für Neu(ro)gierige. Schattauer, Stuttgart 2013.
- A. Buchheim, W. Bertram: Wie Bindung das Gehirn verändert. In: K. Gaschler, A. Buchheim (Hrsg.): Kinder brauchen Nähe. Spektrum der Wissenschaft/ Schattauer Verlag, Stuttgart/ Heidelberg 2012.
- B. Hontschik, W. Bertram, W. Geigges (Hrsg.): Auf der Suche nach der verlorenen Kunst des Heilens – Bausteine der Integrierten Medizin. Schattauer, Stuttgart 2013.
- M. Spitzer, W. Bertram: Hirngespinste – die besten Geschichten über unser wichtigstes Organ. Schattauer, Stuttgart 2020

Zeitschriftenbeiträge in Fach- und Publikumszeitschriften u. a.:
- W. Bertram: Vom medizinischen Dualismus zur Integrierten Medizin. In: Ärztliche Psychotherapie. 3/2014.
- W. Bertram: Mandelkern und Heilserwartung. In: Ärztliche Psychotherapie. 1/2013.

Kinderbuch
- W. Bertram: Der Igel Frederik. mit Illustrationen von Bernhard Siller. Rheinbach, CMZ-Verlag 2016.